# Cornufer admiraltiensis
Cornufer admiraltiensis é uma espécie de anfíbio anuro da família Ceratobatrachidae. Está presente na Papua Nova Guiné. A UICN classificou-a como pouco preocupante.